# Veaceslav Kogut
Veaceslav Kogut (în rusă Вячеслав Васильевич Когут) (n. 16 februarie 1950, satul Taraclia, raionul Ceadâr-Lunga) este un om politic al auto-proclamatei Republici Moldovenești Nistrene, care îndeplinește în prezent funcția de primar al municipiului Tighina (Bender).

## Biografie
Veaceslav Kogut s-a născut la data de 16 februarie 1950, în satul Taraclia din raionul Ceadâr-Lunga (aflat în RSS Moldovenească), într-o familie de etnie rusă. A absolvit Institutul Politehnic din Odessa în anul 1972, obținând diploma de inginer mecanic. 
După absolvirea facultății, a fost repartizat ca inginer-tehnolog la filiala Bender a Biroului Republican de Proiectare în Construcții. În anul 1976 este angajat la sucursala întreprinderii "Saliut" din Moscova, îndeplinind pe rând funcțiile de inginer șef, șef de sucursală și director.
Începând din anul 1990, este vicepreședinte, apoi președinte al Sovietului Deputaților Poporului din orașul Bender. În anul 1995 este numit ca director general adjunct al companiei private de construcții de mașini "Машиностроительный завод". 
În anul 2006 este ales ca vicepreședinte al Consiliului Local Bender al Partidului "Respublika". În ianuarie 2007, Veaceslav Kogut a fost numit în funcția de șef al Administrației de Stat (primar) a municipiului Tighina, în locul lui Alexandr Podsudnevski. 
La data de 25 februarie 2008, pe baza reexaminării Poziției comune 2004/179/PESC, Uniunea Europeană l-a inclus pe o listă a transnistrenilor cărora li s-a interzis călătoria în spațiul UE, fiind considerat răspunzător de conceperea și punerea în practică a campaniei de intimidare și închidere a școlilor moldovene cu grafie latină din regiunea Transnistria din Republica Moldova .
Veaceslav Kogut a fost decorat cu următoarele distincții: Ordinul Republicii, Ordinul de Onoare, Ordinul "Pentru merit" clasa a II-a, Medalia "Apărător al Transnistriei", Medalia "Pentru activitatea de luptă", medalii aniversare etc. Este căsătorit și are o fiică. 

## Opinii politice
La data de 12 august 2008, Veaceslav Kogut a condus un miting de condamnare a Georgiei și de susținere a Osetiei de Sud și a Abhaziei, miting la care au participat câteva zeci de persoane, în particular reprezentanți ai administrației orășenești din Tighina (Bender) și ai unor organizații neguvernamentale pro-ruse. Cu prilejul acestei manifestații, el a declarat că locuitorii orașului „percep tragedia poporului din Osetia de Sud ca pe una proprie, deoarece în 1992 au trecut prin ceea ce trec acum locuitorii orașului Ținvali. (...) Evenimentele din Osetia de Sud și Transnistria s-au desfășurat după același scenariu. (...) Nu este exclus ca scenariul scris acum pentru Saakașvili ar putea fi aplicat și în Transnistria” .